# بياتريس غوتيريز مولر
بياتريس غوتيريز مولر (بالإسبانية: Beatriz Gutiérrez Müller)‏ هي كاتِبة مكسيكية، ولدت في 13 يناير 1969 في مدينة مكسيكو في المكسيك.